# Kamenická špice
Kamenická špice je základní kamenický nástroj.

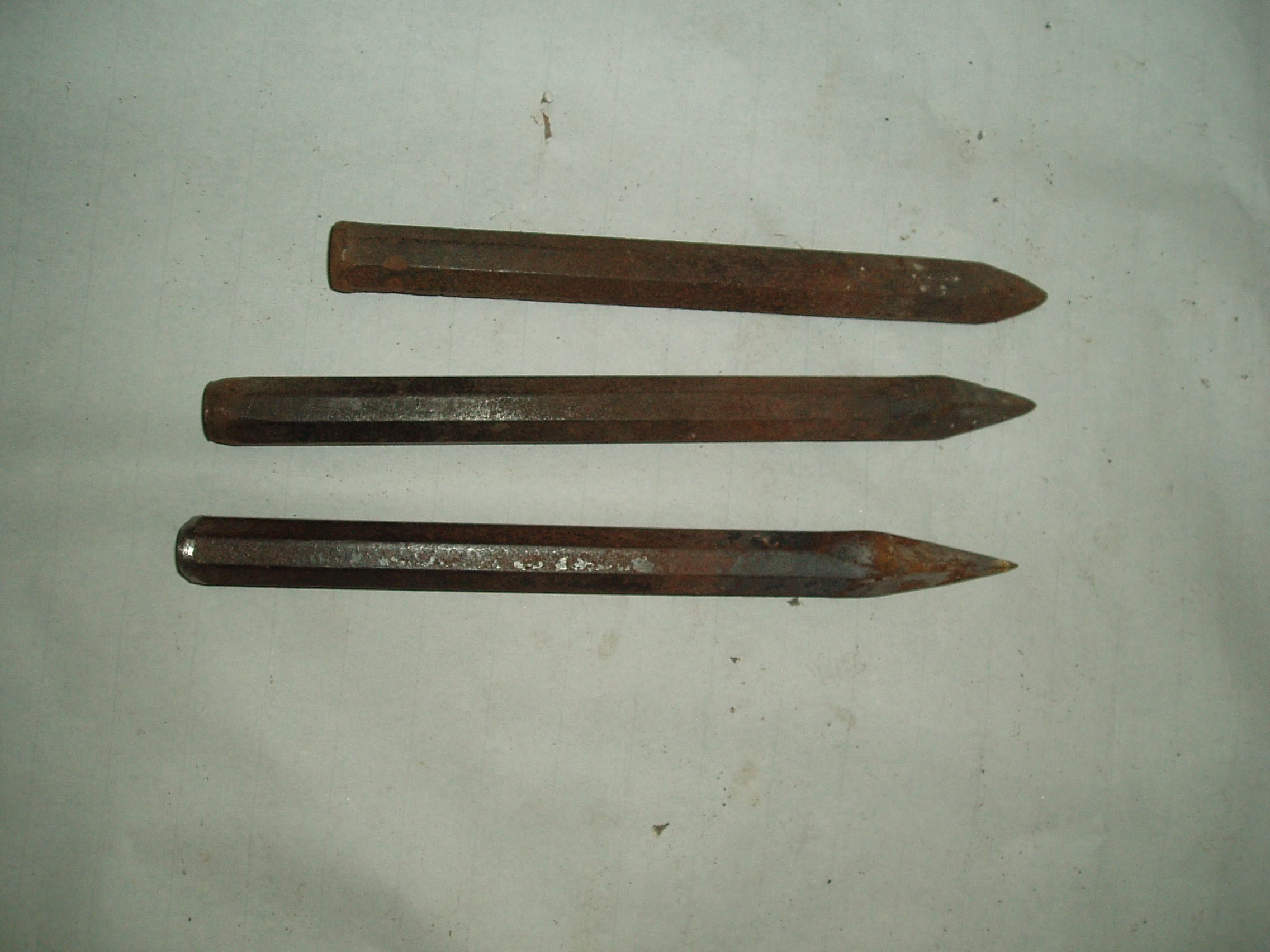
Kamenické nástroje - kamenická špice shora na žulu, na mramor, na pískovec

Je vyrobena obvykle ze speciální osmihranné oceli, která se používá pro výrobu kamenického nářadí. Tvar špice je upraven podle toho, na opracování jakého kamene je špice určena. Na měkký kámen, pískovec, opuku, je špičatější, kalená a popuštěná „na fialovo“, na tvrdý kámen, jako je žula, je naopak silnější, kalená a popuštěná „na zlato“. Pro práci s kamenickou špicí se používá výhradně kamenická kovová palička.

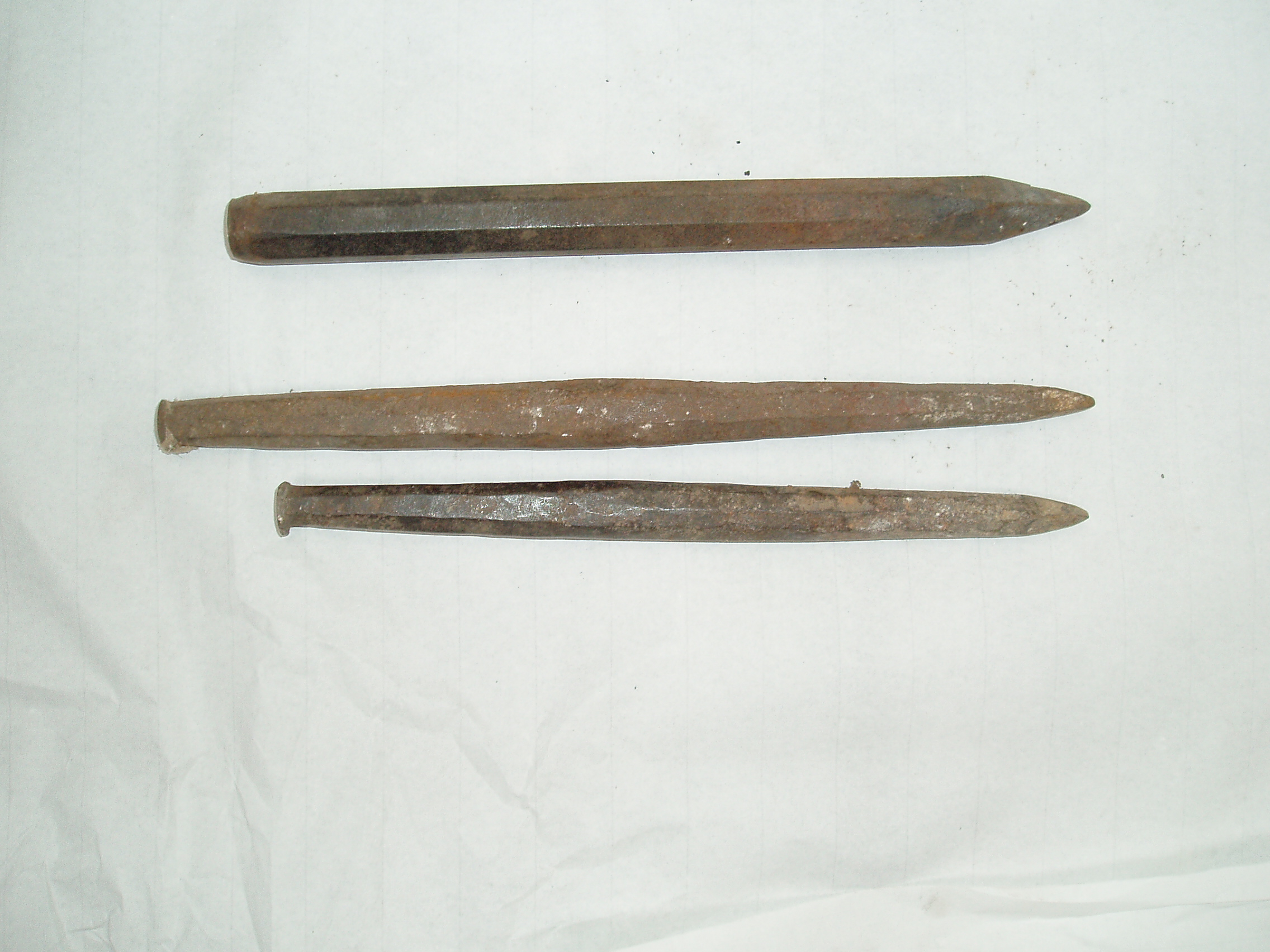
Kamenické nástroje - kamenická špice připravené na sekání do mramoru, různé tvary

Kamenická špice je určena k zásadnímu odebírání materiálu z kamene. Jemné dobírání se dělá postupně dvojzubákem, pak zubákem, a nakonec se plocha „naseká“ podle šířky buď kamenickým dlátem nebo šalírkou.